# Microsoft BizTalk Server
Microsoft BizTalk Server – oprogramowanie firmy Microsoft, które zapewnia integrację między procesami biznesowymi w ramach przedsiębiorstwa lub między firmami. BizTalk Server posługuje się implementacjami protokołu zwanymi adapterami do komunikacji między aplikacjami i zawiera ramy programistyczne do tworzenia nowych adapterów. Zapewnia także oparte na regułach trasowanie, konwersję między formatami danych i służy jako pomost między HTTP, SMTP, MQSeries i innymi aplikacjami. BizTalk Server obsługuje Business Process Execution Language for Web Services (BPEL4WS).

## Historia
Następujące wersje serwera zostały wypuszczone:
- 2000 – BizTalk Server 2000
- 2002 – BizTalk Server 2002
- 2004 – BizTalk Server 2004 (Pierwsza wersja działająca pod Microsoft .NET 1.0)
- 2006 – BizTalk Server 2006 (Pierwsza wersja działająca pod Microsoft .NET 2.0)
- 2007 – BizTalk Server 2006 R2
- 2009 – BizTalk Server 2009 (Pierwsza wersja działająca z Visual Studio 2008)
- 2010 – BizTalk Server 2010
- 2013 – BizTalk 2013
- 2014 – BizTalk 2013 R2

## Alternatywne systemy
- IBM WebSphere ESB(inne języki)
- IBM Sterling B2B
- webMethods
- Oracle SOA Suite(inne języki)
- Mule ESB